# Apostolepis multicincta
Apostolepis multicincta — вид змій родини полозових (Colubridae). Ендемік Болівії.

## Поширення і екологія
Apostolepis multicincta мешкають на східних схилах Болівійських Анд в департаментах Санта-Крус і Чукісака. Вони живуть в сухих гірських тропічних лісах і в гірських саванах чако. Ведуть риючий, нічний спосіб життя. Зустрічаються на висоті від 700 до 2035 м над рівнем моря.